# Katja Kassin
 (mai 2013).
Si vous disposez d'ouvrages ou d'articles de référence ou si vous connaissez des sites web de qualité traitant du thème abordé ici, merci de compléter l'article en donnant les références utiles à sa vérifiabilité et en les liant à la section « Notes et références ».
Katja Kassin, née le 24 septembre 1979 à Leipzig, est une actrice pornographique allemande.

## Biographie
Elle est élevée et scolarisée à Leipzig, en ex-République démocratique allemande, Katja se lance par la suite dans le X en 2002 : l'année suivante, elle part tourner aux États-Unis, où elle connaît le succès et remporte plusieurs prix spécialisés.
Elle habite à Los Angeles depuis 2004 et a été mariée avec le réalisateur X Sledge Hammer de 2005 à 2006. En 2007 elle fait des implants mammaires (36B-25-36).
En 2010, elle prend sa retraite du X, puis revient deux ans plus tard dans l'industrie du porno tout en menant en parallèle des études en psychologie.

## Récompenses et nominations
Recompenses
- 2009 : AVN Award – Best POV Sex Scene – Double Vision 2 (2008) avec Erik Everhard & Tory Lane
- 2006 : XRCO award - Orgasmic Analist
- 2005 : AVN award de meilleure scène X solo (Best Solo Sex Scene) dans Anal Showdown
- 2004 : Venus award de meilleure actrice internationale
- 2003 : Adam Film World Award – Actress of the Year

Nominations
- 2008 : AVN Award – Most Outrageous Sex Scene Power Bitches 2 (2007)
- 2007 : AVN Award – Underrated Starlet of the Year (Unrecognized Excellence)
- 2006 : AVN Award – Best All-Girl Sex Scene - My Ass Is Haunted (2004)
- 2006 : AVN Award – Best Group Sex Scene - : Tear Me a New One (2005)
- 2006 : AVN Award – Most Outrageous Sex Scene, Vault of Whores (2005)
- 2005 : AVN Award – Best Couples Sex Scene - Fresh Meat 18 (2004)
- 2005 : AVN Award – Best Group Sex Scene - Sex Shooter V (2004)
- 2005 : AVN Award – Female Performer of the Year